# Verónica Cuadrado
Verónica María Cuadrado Dehesa, född den 8 mars 1979 i Santander, Spanien, är en tidigare spansk handbollsspelare.

## Klubblagskarriär
Cuadrado flyttade från spanska klubben Akaba Bera Bera till SD Itxako 2002. 2004 tecknade hon ett kontrakt med Astroc Sagunto.  Med Astroc Sagunto vann hon spanska mästerskapet och supercupen 2005. Sommaren 2011 flyttade hon till danska klubben Randers HK.  Efter att ha vunnit mästerskapet med Randers 2012  flyttade Cuadrado till KIF Vejen.  En säsong senare återvände hon dock till HK Randers. Efter säsongen 2014–2015 lämnade hon Danmark och återvände till Spanien. Från augusti 2015 arbetade hon för den spanska klubben CB Camargo med att träna ungdomar. I augusti 2019 tog hon över som assisterande tränare i BM Alkobendas.

## Landslagskarriär
Cuadrado spelade 175 landskamper för det spanska landslaget och gjorde 222 mål för laget. Med Spanien spelade hon vid Europamästerskapet i handboll för damer 2008 i finalen, som dock Norge vann med 34-21. 2011 var hon en del av den spanska truppen vid VM i Brasilien, och vann en bronsmedalj. Hon ingick i det spanska lag som tog OS-brons i damernas turnering i samband med de olympiska handbollstävlingarna 2012 i London.